# Anopsicus mitchelli
Anopsicus mitchelli är en spindelart som först beskrevs av Willis J. Gertsch 1971.  Anopsicus mitchelli ingår i släktet Anopsicus och familjen dallerspindlar. Inga underarter finns listade i Catalogue of Life.